# Stor sjöborrekaktus
Stor sjöborrekaktus (Echinopsis formosa) är en mångformig art av i familjen kaktusväxter och förekommer från södra Bolivia till nordvästra Argentina och Chile. Arten odlas som krukväxt i Sverige.